# Cukorüveg
A cukorüveg egy törékeny és átlátszó filmes kellék, amellyel a valódi üveget helyettesítik a filmiparban. Használata esetén jóval kevésbé valószínű, hogy a színészek, illetve kaszkadőrök sérüléseket szenvednének, mintha valódi üveget használnának a jelenetek felvételénél. A cukorüveget a cukorszobrászatban is előszeretettel használják. Mivel a cukorüveg természeténél fogva igencsak nedvszívó, ezért rövid időn belül fel kell használni az elkészítését követően,  még mielőtt elvesztené törékenységét és átlátszó mivoltát. 
A cukorüveget egyre ritkábban alkalmazzák a filmiparban, mert  műgyantával helyettesíthető.

## Előállítása
A cukorüveget vízben oldódó cukorból gyártják úgy, hogy addig melegítik, míg kellőképpen törhetővé és szilárddá nem válik (megközelítőleg 150 °C-on). Glükózt, vagy kukorica szirupot használnak annak érdekében, hogy megakadályozzák a visszakristályosodását. Savas közegű monokálium-tartarátot is szoktak alkalmazni arra, hogy bejuttassák az elegybe a glükózt, vagy a fruktózt.

## Fordítás
Ez a szócikk részben vagy egészben  a   Sugar glass című angol Wikipédia-szócikk ezen változatának fordításán alapul.  Az eredeti cikk szerkesztőit annak laptörténete sorolja fel. Ez a jelzés csupán a megfogalmazás eredetét és a szerzői jogokat jelzi, nem szolgál a cikkben szereplő információk forrásmegjelöléseként.